# 吉田貞重
吉田 貞重（よしだ さだしげ）は、安土桃山時代の武将。長宗我部氏の家臣。

## 出自
土佐国の国人である土佐吉田氏は、藤原北家秀郷流の末裔を称する山内首藤氏の支流。山内首藤俊通の子・俊宗が足利尊氏に従い、功を上げ土佐に所領を得たことを始まりとする。

## 略歴
父・吉田孝頼同様に長宗我部元親に仕えた。永禄12年（1569年）、元親の安芸国虎攻めの際に、敵との交戦中に槍で目を突かれて重傷を負うが、その敵を突き伏せてその首を取った。その後も元親の四国制覇に貢献した。
慶長5年（1600年）の関ヶ原の戦いで長宗我部氏は改易となり、山内一豊が土佐国の領主となると、主家再興を願う長宗我部遺臣が浦戸城を占拠して立て籠もった浦戸一揆が発生した。貞重はこの一揆を批判して浦戸城の開城を勧めた。貞重が一揆に加わらなかったのは、元親晩年の後継者争い、長宗我部盛親による兄・津野親忠殺害への不信があったためといわれている。
その後は250石で保科正光に仕えた。

## 逸話
- 戦により隻眼となった貞重は囲碁の名手であり「せんの次郎左衛門」と渾名が付くようになった。また博学でもあり、天文学に通じていた。
- 『土佐物語』によると、天正16年（1588年）に主君・元親が岡豊城より大高坂山城（後の高知城）に拠点を移した際にその立地を高く評価した。しかし、この地は水害が多く治水が不十分な当時では使い物にならない城だったため、元親は浦戸城に拠点を移している。